# Бизъяагийн Дашгай
Бизъяагийн Дашгай (монг. Бизъяагийн Дашгай) — монгольский биатлонист и лыжник, участник двух зимних Олимпийских игр.

## Карьера
Бизъяагийн Дашгай в 1964 году представлял Монголию, впервые дебютировавшую на зимних Олимпийских играх, в соревнованиях по лыжным гонкам и биатлону. В лыжной гонке на 30 км он финишировал 58-м. В индивидуальной гонке по биатлону занял 42-е место, показав 40-е время на лыжне (лучшее среди соотечественников) и допустив на огневых рубежах 10 промахов.
На Олимпийских играх в 1968 году он вместе с Баянжавыном Дамдинжавом представлял свою страну в биатлоне. В индивидуальной гонке, допустив 8 промахов и показав 57-е время прохождения дистанции, он в итоге стал 52-м.

### Участие в Олимпийских играх
| Год  | Место проведения | Инд |
| 1964 | Иннсбрук         | 42  |
| 1968 | Гренобль         | 52  |

| Год  | Место проведения | 15 км | 30 км | 50 км | Эст 4х10 км |
| 1964 | Иннсбрук         | —     | 58    | —     | —           |